# Cañasgordas

Bandeira de Cañasgordas.

Localização de Cañasgordas, no departamento de Antioquia.

Cañasgordas é uma cidade e município da Colômbia, no departamento de Antioquia. Dista 133 quilômetros de Medellín, a capital do departamento, e possui uma superfície de 391 quilômetros quadrados.
As principais atividades econômicas do município estão centradas na agricultura, na criação de gado e na mineração.